# リズム (時計)
リズム株式会社（英文社名：RHYTHM CO.,LTD. ）は、埼玉県さいたま市大宮区に本社を置き、時計等の製造・販売を行う精密機器メーカー。
シチズン時計から出資を受ける他、商標の相互使用契約を締結しており、リズム製の日本国内向けクロック（業界では時計を「ウオッチ」と「クロック」に大別する）の一部機種に「CITIZEN」の商標を使用している。

## 概要
主業である家庭用時計（掛時計、置時計、目覚まし時計）・自動車用時計の製造販売のほか、精密機器各種の製造販売も手掛け、機械部品（精密金型・成形部品・接続端子部品・電子部品）、自動車用車載機器、情報機器などの製造販売を行っている。同社製の時計は世界90か国以上で販売されている。
終戦直後の1946年（昭和21年）3月、賀川豊彦が「東洋のスイスを作る」と提唱し、埼玉県北葛飾郡南桜井村（現・春日部市）の軍需工場跡地に株式会社農村時計製作所を設立。この土地は精工舎南桜井工場を引き継いだ場所であった。同社は技術力は高かったものの経営的には成功せず、1950年（昭和25年）10月をもって会社を解散。別会社を設立して事業を継承することとし、同年11月3日にリズム時計工業株式会社を設立した。
社名の「リズム（RHYTHM）」は、農村時計製作所が生産していた時計の愛称（リズム1号・2号・3号）を引き継いだもので、これらの製品が高性能で評価も高く、また時を刻む「リズム」の語が時計会社の社名として相応しいとして採用された。「RHYTHM」はリズムの登録商標である。
創業の地である南桜井（春日部市）の工場はのちに閉鎖され、跡地はスーパーマーケット「ヤオコー」南桜井店となっている。
2000年には創立50周年を迎え、これを記念し社会貢献活動（CSR）として同年から毎年6月10日の「時の記念日」に埼玉県内の児童施設への時計寄贈を開始。2022年までに県内の保育園・児童養護施設・母子生活支援施設など約900施設に時計を寄贈している
2014年には「RHYTHM」ブランドをリニューアルして日本国内で新発売、ロゴマークも新しいものに変更された。
かつては地域子会社を複数擁していたが、2007年から2008年にかけて長野県と茨城県の子会社（長野リズム株式会社、茨城リズム株式会社）を解散し、2020年10月1日付でリズム時計工業株式会社が東北リズム株式会社、リズム協伸株式会社を吸収合併して3社統合し、リズム株式会社へ商号変更した。また、かつてはシチズン時計が筆頭株主であったが、2022年時点ではシチズン時計の出資比率は若干低下している。
2022年現在、事業拠点として埼玉県の本社のほか、西日本の拠点として大阪市中央区南船場に「リズム大阪ビル」を保有する。

## 沿革
- 1950年（昭和25年）11月7日 - リズム時計工業株式会社として会社設立。本社を東京都港区に置き[7]、工場を埼玉県北葛飾郡庄和町（旧・南桜井村、現・春日部市）に開設[7]。
- 1951年（昭和26年） - 国産では初となるプラスチック枠を使用した時計を発売[7]。
- 1952年（昭和27年） シチズン時計から出資を受ける。
- 1953年（昭和28年）3月 - シチズン時計、シチズン商事株式会社と技術・販売・資本提携[7]。
- 1961年（昭和36年）4月 - 龍水社、シチズン時計、シチズン商事との共同出資により、長野県上伊那郡箕輪町に龍水時計株式会社を設立（長野リズムの前身）。
- 1963年（昭和38年）8月 - 東京証券取引所第2部へ株式上場[7]。
- 1965年（昭和40年）4月 - 益子工場を開設。
- 1969年（昭和44年）9月 - シチズン時計と商標の相互使用契約を締結。国産では初となる高振動トランジスタムーブメント（ファーストメカ）を開発。
- 1970年（昭和45年）4月 - 会津工場を開設（東北リズムの前身）。
- 1971年（昭和46年）11月6日 - リズム開発株式会社を設立[11]
- 1972年（昭和47年）
  - 1月 - 東京証券取引所第1部市場へ指定替え[7]。
  - クロック生産量が世界で第1位となる[7]。
- 1973年（昭和48年）
  - 4月 - 龍水時計株式会社を吸収合併し竜水工場とする（のちの長野リズム）。
  - 世界初となる4MHz級の水晶ムーブメントを開発[7]。
- 1977年（昭和52年）
  - 10月 - リズム工機株式会社を設立（のちの東北リズム）。
  - 11月 - 茨城リズム株式会社を設立。
- 1978年（昭和53年）4月 - 自社製品の修理を担当する子会社としてリズムサービス株式会社を設立[12]。
- 1982年（昭和57年）11月 - デミング賞実施賞を受賞[7]。
- 1988年（昭和63年）- 屋内用からくり時計を発売[7]。
- 1989年（平成元年）
  - 4月 - アメリカに、RHYTHM U.S.A.,INC.を設立[7]。
  - リズムサービスが本社物流部門を統合[12]。
- 1990年（平成2年）2月 - 香港に、RHYWACO（H.K.）CO.,LTD.を設立[7]。
- 1992年（平成4年）3月 - 香港に、RHYTHM INDUSTRIAL（H.K.）LTD.を設立し、中国工場を稼働開始[7]。
- 1994年（平成6年）12月 - RHYTHM PRECISION（H.K.）LTD.、RHYKA VACUUM PLATING（H.K.）LTD.を設立。
- 1999年（平成11年）- 電波時計シリーズを発売[7]。
- 2000年（平成12年）- 創立50周年を迎える[7]。これを記念して6月10日の「時の記念日」に埼玉県内の児童施設への時計寄贈を開始し毎年継続[7][9]。
- 2003年（平成15年）12月 - 本社を埼玉県さいたま市大宮区に移転[要出典]。
- 2004年（平成16年）- ISO 9001、ISO 14001の認証を取得[7]。
- 2005年（平成17年）
  - 8月 - ベトナムに、RHYTHM PRECISION VIETNAM CO.,LTD.を設立[7]。
  - クロックでは日本初となるエコマーク取得製品を発売[7]。
- 2007年（平成19年）3月 - 長野リズム株式会社を解散。
- 2008年（平成20年）5月 - 茨城リズム株式会社を解散。
- 2010年（平成22年） - クロックでは日本初となるグリーン購入法適合認証を受ける[7]。
- 2011年（平成23年）
  - 1月 - 中華人民共和国東莞市に、RHYTHM INDUSTRIAL（DONGGUAN）LTD.を設立[7]。
  - 8月 - 協伸工業株式会社を子会社化（現・リズム協伸）。
- 2012年（平成24年）9月 - ベトナムに、RHYTHM KYOSHIN HANOI CO.,LTD.を設立。
- 2013年（平成25年) - インドネシアのPT UMEDA KOGYO INDONESIAを買収。
- 2014年（平成26年）10月 - 連結子会社の株式会社アールスタッフを、セントケアHD傘下の株式会社福祉の街へ譲渡。
- 2016年（平成28年） - 子会社の東北リズムが、株式会社プリテックを買収。
- 2019年（平成31年/令和元年）
  - 3月 - 中華人民共和国の子会社で不適切な会計処理が発覚。社長の樋口孝二が引責辞任、取締役の平田博美が新社長に就任[13]。
  - 11月 - 外国製腕時計や海外雑貨などの輸入を手がけるアイ・ネクストジーイー（東京都品川区）[14]の株式90%を取得し、同社を子会社化。
- 2020年（令和2年）10月1日 - 東北リズムとリズム協伸を吸収合併、同日付でリズム株式会社へ商号変更[4][5][6]。

## 事業所
出典：リズム株式会社公式サイト「企業情報 - 拠点一覧」
- 本社：埼玉県さいたま市大宮区北袋町1丁目299-12

### 営業拠点
- 仙台：宮城県仙台市宮城野区榴岡4丁目12-1　榴岡BKテラス5階（生活用品）
- 首都圏：本社（生活用品）
- 名古屋：愛知県名古屋市中区栄5丁目19-31（生活用品・精密部品）
- 大阪：大阪府大阪市中央区南船場2丁目8-5　リズム大阪ビル（生活用品・精密部品）
- 福岡：福岡県福岡市博多区上川端町8-18（生活用品・精密部品）
- 大分：大分県国東市武蔵町糸原字鳥手2661-１（精密部品）
- ヨーロッパ：ドイツ・デュッセルドルフ（精密部品）

### 生産拠点
- 五所川原工場：青森県五所川原市漆川鍋懸151-18
- 山形製造所：山形県東根市大字東根甲5600
- 会津工場：福島県会津若松市門田町大字一ノ堰字土手外168
- 宇都宮工場：栃木県宇都宮市白沢町1825-21
- 川越工場：埼玉県川越市芳野台2丁目8-72

過去の生産拠点
- 益子工場：栃木県芳賀郡益子町 - 車載クロック、アミューズメント機器、部品事業の主力生産拠点であった。

## 関連会社

### 連結子会社
日本国内
- リズム開発株式会社：埼玉県さいたま市大宮区大宮区北袋町1丁目299-12（本社と同一） - 自社製品・OEM製品の卸売[15]
- リズムサービス株式会社：茨城県筑西市藤ケ谷字大崎1500 関舘工業団地内 - 自社時計の修理および物流会社[16]
- 株式会社プリテック：群馬県館林市近藤町372-6 - 自動車・デジタル家電などの塗装・印刷[17]
- アイ・ネクストジーイー株式会社：東京都品川区西五反田2丁目24-4 WEST HILL 6階[14]

海外法人
- アメリカ
  - RHYTHM U.S.A., INC.（ジョージア州アトランタ）
- 香港
  - RHYWACO（H.K.）CO., LTD.
  - RHYTHM INDUSTRIAL（H.K.）LTD.
- ベトナム
  - RHYTHM PRECISION VIETNAM CO.,LTD.（ハノイ）
  - RHYTHM KYOSHIN HANOI CO.,LTD.（ハノイ）
  - KYOSHIN VIETNAM CO., LTD.（ホーチミン市）
- 中国
  - RHYTHM INDUSTRIAL（DONGGUAN）LTD.（広東省）
- インドネシア
  - PT.RHYTHM KYOSHIN INDONESIA（ジャカルタ）
- シンガポール
  - KYOSHIN INDUSTRY ASIA PTE LTD（バーリントンスクエア）